# Llista d'episodis de Salem
Salem és una sèrie de televisió americana amb argument històric fantàstic creada per Adam Simon i Brannon Braga que es va emetre per primera vegada el 20 d'abril de 2014 a la xarxa de televisió WGN America. És la primera sèrie escrita originàriament per a WGN America. La sèrie comptà amb la participació dels actors Janet Montgomery i Shane West, i està inspirada en l'episodi real del Judici a les Bruixes de Salem al segle xvii.

## Llistat de la sèrie
| Temporada | Temporada | Episodis | Emès en primícia        | Emès en primícia      | Publicació en DVD     | Publicació en DVD | Publicació en DVD |
| Temporada | Temporada | Episodis | Estrena de la temporada | Final de la temporada | Regió 1               | Regió 2           | Regió 4           |
| --------- | --------- | -------- | ----------------------- | --------------------- | --------------------- | ----------------- | ----------------- |
|           | 1         | 13       | 20 d'abril de 2014      | 13 de juliol de 2014  | 28 d'octubre del 2014 | N/D               | N/D               |
|           | 2         | 13       | 5 d'abril de 2015       | 28 de juny de 2015    | N/D                   | N/D               | N/D               |
|           | 3         | 10       | 2 de novembre de 2016   | 25 de gener de 2017   | N/D                   | N/D               | N/D               |

## Llista d'episodis

### Temporada 1 (2014)
| Núm. | Títol                        | Dirigit per          | Escrit per                       | Emès el dia          | Codi de la producció | Espectadors als EUA (milions) |
| --- | ---------------------------- | -------------------- | -------------------------------- | -------------------- | -------------------- | ----------------------------- |
| 1 | «The Vow»                    | Richard Shepard      | Brannon Braga i Adam Simon       | 20 d'abril de 2014   | 1WAT01               | 1.52                          |
| La Mart és una noia jove, soltera i embarassada de John Alden, que viu a Salem, una població dominada pels puritans. Creient que el seu amant John ha mort a la guerra, s'enfronta amb els puritans i la seva persecució, així que decideix entregar el seu fill al diable. Un cop fet aquest pas es casaria amb l'home més ric i influent de la ciutat George Sibley, un dels membres selectes del Consell d'Elegits. Aconsegueix esclavitzar-lo i s'apodera del seu poder i riquesa. Mentrestant el reverent Cotton Mather està tractant d'evitar que les bruixes s'apoderin d'Amèrica, matant-ne totes les que aconsegueix portar a judici i condemnar. John Alden per la seva banda acaba de tornar a Salem i presencia la cacera de bruixes que s'hi ha iniciat, tot i que no sap que Mary té previst utilitzar les proves oportunes per aprofitar-se d'aquesta cacera i fer els que puritans es matin els uns als altres, fins a governar ella sola Salem. |                              |                      |                                  |                      |                      |                               |
| 2 | «The Stone Child»            | David Von Ancken     | Brannon Braga i Adam Simon       | 27 d'abril de 2014   | 1WAT02               | 0.78                          |
| John investiga que està passant realment a Salem i com s'ha estès tot aquesta situació de pànic. Es veurà obligat llavors a aliar-se amb Cotton Mather per tal d'ajudar a aturar les bruixes amb l'ajuda de Isaac Walton Mary recorda la nit en què es va assassinar ella mateixa i al fill d'en John. Després de la mort de Giles Corey, Mary està tramant un pla per sacrificar una altra persona innocent abans de la pròxima lluna plena. |                              |                      |                                  |                      |                      |                               |
| 3 | «In Vain»                    | Alex Zakrzewski      | Elizabeth Sarnoff i Tricia Small | 4 de maig de 2014    | 1WAT03               | 0.44                          |
| Mary descobreix que John i Isaac han irromput en la cerimònia de les bruixes. Més tard Isaac és empresonat, i ella pressiona al Magistrat Hale perquè deixi de dur a terme accions a la seva esquena. Però en algun indret del bosc un poder està ressorgint amb la voluntat de desafiar l'autoritat de Mary amb possibles conseqüències mortals. |                              |                      |                                  |                      |                      |                               |
| 4 | «Survivors»                  | David Von Ancken     | Jon Harmon Feldman               | 11 de maig de 2014   | 1WAT04               | 0.43                          |
| John aconsegueix interposar-se de nou en els plans de les bruixes. Mary no pot deixar de recordar el seu passat amb el John cosa que la debilita i fa que Mercy Lewis s'alliberi del control de Mary expulsant la "criatura familiar" (l'encanteri de bruixeria) del seu interior. Tituba, l'aliada més fidel de Mary es veu obligada a eliminar la persona que Mary més estima per tal de fer fora els obstacles que impedeixen l'èxit de la seva senyora. |                              |                      |                                  |                      |                      |                               |
| 5 | «Lies»                       | Sergio Mimica-Gezzan | Tricia Small i Elizabeth Sarnoff | 18 de maig de 2014   | 1WAT05               | 0.50                          |
| Rose, la bruixa superiora, prova de desfer-se de John investigant el seu secret del passat amb l'ajuda de Tituba, la serventa de Mary, la qual pretén reclamar el poder de Mary per a ella mateixa. John prossegueix la seva recerca de El Malum, i aconsegueix l'ajuda de Cotton després que aquest percebi una premonició mortal. Mary prova de nou de guanyar el control sobre Mercy. |                              |                      |                                  |                      |                      |                               |
| 6 | «The Red Rose and the Briar» | PJ Pesce             | Joe Menosky & Adam Simon         | 25 de maig de 2014   | 1WAT06               | 0.48                          |
| La bruixa superiora Rose, acaba degollada per la nova aprenent de bruixa de Mary, Mercy Lewis, la qual fa que Mary ascendeixi a una situació superior de la jerarquia. |                              |                      |                                  |                      |                      |                               |
| 7 | «Our Own Private America»    | David Von Ancken     | Adam Simon i Brannon Braga       | 1 de juny de 2014    | 1WAT07               | 0.54                          |
| John descobreix el món dels somnis. Mary redescobreix la seva passió per John. Mercy en la seva nova posició podrà ajudar a Mart en el Gran Ritual. Mentrestant el Magistrat Hale prova d'aconseguir un tracte amb les bruixes del bosc. I Cotton es qüestiona el sentit de la feina de la seva vida després de les revelacions que la relació de Rose amb Anne faci que les dues esdevinguin més sospitoses. |                              |                      |                                  |                      |                      |                               |
| 8 | «Departures»                 | Alex Zakrzewski      | Jon Harmon Feldman               | 8 de juny de 2014    | 1WAT08               | 0.57                          |
| El reverent Increase Mather re-instaura la cacera de bruixes. George Sibley elimina la "criatura familiar" del seu interior i aconsegueix posar-se a recer sota les cuides d'Increase, situació que posa en perill la vida de Mary. Mary tement que Increase acabi detectant que el seu antic amig George està sota un encanteri, sol·licita l'ajuda d'Isaac per tal de dissuadir-lo de descobrir la veritat. |                              |                      |                                  |                      |                      |                               |
| 9 | «Children Be Afraid»         | David Grossman       | Elizabeth Sarnoff & Tricia Small | 15 de juny de 2014   | 1WAT09               | 0.49                          |
| Mercy prova d'ajudar a Mary, i que George Sibley la deixi tranquil·la. Acusa a Tituba de ser una bruixa, fet que causa que Increase l'arresti. Així Mery creu haver ajudat finalment a Mary d'una possible mateixa implicació en bruixeria. |                              |                      |                                  |                      |                      |                               |
| 10 | «The House of Pain»          | David Von Ancken     | Adam Simon & Joe Menosky         | 22 de juny de 2014   | 1WAT10               | 0.47                          |
| Tituba dona el nom de Mercy i de Mary a l'interrogatori sota tortura perpetrat per Increase, després del qual Increase ordena l'arrest de John Alden acusat de bruixeria també. |                              |                      |                                  |                      |                      |                               |
| 11 | «Cat and Mouse»              | Tricia Brock         | Jon Harmon Feldman               | 29 de juny de 2014   | 1WAT11               | 0.59                          |
| Mary intenta matar a Increase, mentre ella prova d'esquivar el poder de Mary. El Magistrat Hale revela a la seva filla Anne que ella també és una bruixa. |                              |                      |                                  |                      |                      |                               |
| 12 | «Ashes, Ashes»               | Bill Johnson         | Brannon Braga & Adam Simon       | 6 de juliol de 2014  | 1WAT12               | 0.36                          |
| Increase prossegueix l'acusació contra John mentre Cotton prova de defensar-lo. Les noies de Mercy acaben testificant contra John sota el temor del xantatge d'Increase, però malgrat haver-lo obeït Increase les acaba penjant finalment. Increase llavors revela que John és un traïdor i un assassí que va matar milícies de Nova Anglaterra després d'una massacre que van patir la tribu no rival dels Mohawk Tribe els quals havien rescatat John ferit molt greu en una batalla anterior contra els Indis. Mary entra a la cela de John la nit abans que el facin penjar, i amb un petó el transporta en el temps i l'espai cap al bosc al matí. |                              |                      |                                  |                      |                      |                               |
| 13 | «All Fall Down»              | David Von Ancken     | Brannon Braga & Adam Simon       | 13 de juliol de 2014 | 1WAT13               | 0.43                          |
| Cotton Mather mata a Increase, cosa que inicia una escalada de morts a gran escala dirigida per Mercy. Mary es reuneix amb el fill que havia tingut amb en John, el qual ella creia que havia mort aquella nit al bosc quan el va entregar al diable. |                              |                      |                                  |                      |                      |                               |

### Temporada 2 (2015)
| Núm. | Títol                    | Dirigit per     | Escrit per                     | Emès el dia        | Codi de la producció | Espectadors als EUA (milions) |
| --- | ------------------------ | --------------- | ------------------------------ | ------------------ | -------------------- | ----------------------------- |
| 1 | «Cry Havoc»              | Nick Copus      | Brannon Braga i Adam Simon     | 5 d'abril de 2015  | 2WAT01               | 0.51                          |
| A Salem el Gran Ritual ja s'ha iniciat, i això comporta que s'ha superat la primera fase del Rusc Fosc i, per tant, Salem es troba sota una plaga terrible de verola. Però Mary no ha aconseguit encara el que desitjava, i es troba en disputa amb Tituba pel limitat temps que se li concedeix amb el seu fill retrobat recentment. A més, tot i que Mary és la bruixa més poderosa de Salem, Mercy està disposada a desafiar-la si no accepta que governin les dues. Mary prova de temptar llavors a Anne Hale de que es deixi ajudar i estar sota la seva protecció a canvi de guiar-la en la comprensió i ús del poder que té com a bruixa i que just acaba de descobrir, però Anne no es refia de Mary i rebutja l'oferta. Per la seva banda, John Alden ha fet creure a Mary en una visió manipulada que és mort i que els indis l'han incinerat, però en realitat conviu amb els indis els quals el protegeixen i l'ajudaran a combatre a les bruixes. |                          |                 |                                |                    |                      |                               |
| 2 | «Blood Kiss»             | Allan Arkush    | Brannon Braga i Adam Simon     | 12 d'abril de 2015 | 2WAT02               | 0.38                          |
| Mary decideix cremar i matar totes les bruixes de Mercy, com a venjança perquè aquesta última hagués mort brutalment amb l'ajuda de les seves companyes a les bruixes ancianes del bosc. I al mateix temps continua el ritual que li ha de permetre reunir-se definitivament amb el seu fill. El seu fill però comença a mostrar un costat fosc i a mostrar els seus coneixements de bruixeria. Mentrestant el doctor Wainwright prossegueix en els seus intents de contenir la plaga de verola que assola Salem. I com a mesura higiènica decideix ajudat també pel consentiment de Mary Sibley ordenar que els cossos morts malalts de verola siguin enterrats fora de Salem per tant se'ls aboca al barranc. Isaac continua combatent la verola i ha recuperat la consciència, cosa que preocupa a Mary i a Tituba. I John Alden per la seva banda va preparant l'enfrontament èpic per acabar amb totes les bruixes. Anne Hale (la filla de John Hale) angoixada per la maldat de Mary va a demanar ajuda a Cotton Mather per tal d'aturar la verola que està assetiant Salem, i apareix a la casa d'aquest a Boston. I Cotton explica a Anne que tot es causat pel ritual de El Malum i que ell té prohibit tornar a Salem i ajudar-la. Just en aquesta visita es presentarà també a casa d'en Cotton la Comtessa de Boston Marburg, la qual es descobrirà com a bruixa a dins de l'ànima d'Anne i sense que Cotton en sigui conscient. Marburg acabarà descobrint que el Gran Ritual d'El Malum ha estat dut a terme per Mary Sibley i també recordarà la seva lluita amb Increase Mather en el passat. A l'última escena, Mercy es presenta a casa del Reverent Lewis (el seu pare) amb un ganivet a la mà. |                          |                 |                                |                    |                      |                               |
| 3 | «From Within»            | Alex Zakrzewski | Brannon Braga i Adam Simon     | 19 d'abril de 2015 | 2WAT03               | 0.50                          |
| La població de Salem continua provant de contenir la plaga, mentre la superstició i la por s'apoderen dels seus habitants, i Wendell Hathorne el nou adversari de Mary Sibley ho aprofita per posar en dubte l'autoritat d'aquesta per la ja massa llarga disfunció en el poder de George Sibley el marit de Mary que encara es troba postrat (pel sortilegi de Mary) en una cadira de rodes amb dificultats per comunicar-se. Així aconsegueix que es convoqui una votació per elegir un nou líder local que finalment acaba guanyant perquè el candidat Alexander Corwin elegit per Mary Sibley no aconsegueix presentar-se. Alexander Corwin és caçat per John Alden el qual no aconsegueix interrogar-lo i saber el llistat de totes les bruixes de Salem ja que Mary s'interposa i aconsegueix amb un ritual que Corwin es talli la seva pròpia llengua d'una mossegada. Aquesta topada fa adonar a Mary i a Tituba que algú ha començat una guerra contra elles, cosa que es confirmarà finalment quan Mary quasi acabi ofegada a la seva pròpia banyera per un atacant dirigit per la Comtessa de Boston Marburg. Mentrestant Anne i Cotton estan arribant a Salem i Anne s'està adonant que pot trobar en Cotton un aliat en la guerra que s'està lliurant contra les bruixes. I per la seva banda Mary troba un aliat en el Dr. Wainwright, el qual li descobreix una passió amorosa mútua. Mercy Lewis continua planejant la seva venjança i ha reclutat de nou a Dollie Trask. Mercy s'ha d'amagar a casa del seu pare el Reverent Lewis que també es troba ara sota les ordres d'ella, i que els ha enviat a ell i a Dollie a matar l'Isaac. |                          |                 |                                |                    |                      |                               |
| 4 | «Book of Shadows»        | Allan Kroeker   | Joe Menosky i Adam Simon       | 26 d'abril de 2015 | 2WAT04               | 0.33                          |
| Mary i Tituba estan disposades a descobrir qui ha iniciat la nova cacera de bruixes. Així que Tituba visita a Petrus però se'l troba mort a la seva cabana del bosc. Tituba vol que Mary es desfaci d'Anne Hale, però Mary té la intenció d'aprofitar-se d'Anne fent-li creure a aquesta última que la vol iniciar en la bruixeria tot regalant-li un Llibre de les Ombres per tal que hi escrigui el seu relat vital com a bruixa. I Mary utilitzarà Anne per un sortilegi en un pou que acabarà descobrint que és la Comtessa de Boston Marburg la que està volent atacar a Mary. Cotton Mather es presenta a la ciutat davant del nou magistrat el qual el rebutja. I després va a conèixer al nou doctor Wainwright al qual s'ofereix per ajudar-lo a trobar una cura per a la pesta que ha infestat Salem. Mercy té segrestat a l'Isaac i pretén utilitzar-lo contra Mary. La població de Salem troba el cadàver de Corwin penjat després que l'hagin torturat i dessagnat. Mary ho aprofita per culpar-ne al nou magistrat. Mary ha seduït a més al doctor Wainwright i aconsegueix sucumbir-lo sota els seus desitjos. John Alden es presenta finalment a casa de Cotton Mather. |                          |                 |                                |                    |                      |                               |
| 5 | «The Wine Dark Sea»      | Peter Weller    | Turi Meyer                     | 3 de maig de 2015  | 2WAT05               | 0.33                          |
| La comtessa Marburg decideix dirigir-se cap a Salem amb el seu vaixell i trobar-se cara a cara amb Mary Sibley. Per la seva banda, John Alden no està disposat a acceptar l'ajuda de Cotton Mather i prefereix prosseguir la cacera de bruixes en solitari. El magistrat Wendell Hathorne visita a Anne, i li explica que un dels vigilants amb qui van topar-se Cotton Mather i ella al camí de tornada la vol acusar de bruixeria. Li ofereix que es casin i així aquest denunciant no s'atrevirà a fer pública l'acusació. Mary Sibley aconsella a Anne que convenci a Cotton Mather perquè es casin i així pugui evitar haver-se de casar amb el magistrat. Per agrair-li el consell Anne explica a Mary que la comtessa es diu Ingrid Palatine Von Marburg. El magistrat Wendell Hathorne exposa a la comunitat de Salem la proposta que tothom abandoni Salem i traslladar-se a Les Carolinas on la família del magistrat està establerta i segons ell on s'hi assoleix la prosperitat amb terres més fèrtils que les de Salem. Però George Sibley el marit de Mary Sibley finalment s'alça davant de tothom i acusa d'insolent al magistrat. En plena nit Mary Sibley decideix anar a l'encontre de la comtessa Marburg i s'acaben trobant al vaixell d'aquesta. Mary Sibley acaba desafiant a la comtessa i la menysprea perquè mai va poder completar el Gran Ritual en el passat i va caure davant el reverent Increase Mather. La comtessa però li recomana que en comptes d'enfrontar-se treballin conjuntament ja que pot aparèixer un enemic comú molt més fort, i com a prova de bona voluntat li ofereix un regal. Mary Sibley es troba a George Sibley mort amb el cos fent de brollador incessant d'aigua. A Mercy finalment se li acaba escapant Isaac que ha estat ajudat per Dollie, cosa que fa enfurismar enormement a Mercy i entra en còlera. Anne acaba duent a terme el ritual que li ha ofert Mary perquè Cotton Mather s'enamori d'ella, en el qual sacrifica el ratolí Jenkins que tenia de mascota. Finalment però John Alden observa a Anne al mig del bosc completant el ritual i descobreix que és una bruixa. |                          |                 |                                |                    |                      |                               |
| 6 | «Ill Met By Midnight»    | Nick Copus      | Kelly Souders                  | 10 de maig de 2015 | 2WAT06               | 0.24                          |
| Mary Sibley és incapaç de fer reviure a George Sibley. John Alden no pot dominar el poder de la invisibilitat que l'està marcant molt negativament i decideix tornar al bosc a la cabana de Petrus. John prova de curar-se les cicatrius que li està deixant l'encanteri de la invisibilitat però no ho aconsegueix, mentre l'esperit de Petrus el repta a que acabi d'una vegada la seva missió i s'atreveixi a matar a Mary Sibley. La comtessa Ingrid Von Marburg junt amb el seu fill el baró Sebastian Von Marburg arriben a Salem anunciant que arriben per ajudar a la gent de Salem a sobreviure a les penúries que els assolen i que els porten moltes provisions. Brown Jenkins el ratolí d'Anne Hale torna aparèixer viu i llavors Anne s'adona que el ratolí és el seu familiar que Mary li havia dit que se li apareixeria quan iniciés la seva vida com a bruixa. Isaac i Dollie planegen fugir de Salem i anar a viure i provar sort a les Antilles. Però a l'últim moment just abans de pujar al suposat vaixell que els havia de permetre fugir són atrapats pel mateix capità del vaixell de la comtessa Ingrid Von Marburg. Mary Sibley acaba trobant-se amb el baró Sebastian Von Marburg que li declara el seu amor cap a ella davant del cadàver de George Sibley. Com a prova del seu convenciment Sebastian fa desaparèixer el cadàver de George Sibley del llit on es trobava postrat. La comtessa Ingrid Von Marburg visita a Mercy i li ofereix ser la seva madrina, a canvi que les dues col·laborin a lluitar contra Mary Sibley. La comtessa s'emporta Mercy al seu vaixell i li ensenya que té atrapada a Dollie i que la utilitzaran per dessagnar-la i curar a Mercy de les cremades que arrossega per culpa de l'atac de Mary Sibley. Cotton Mather es declara a Anne Hale i aquesta li correspon. Però Cotton no vol anar més enllà encara i precipitar-se a fer l'amor per primera vegada amb ella en aquell moment i Cotton acaba marxant. Cap a la nit mentre Anne Hale s'adorm rep la visita de John Alden decidit a matar-la, el qual però acaba sent atrapat per Tituba que es trobava oculta a la casa d'Anne. Mary Sibley visita finalment el bosc a la recerca del cap d'Increase Mather al qual diu que necessitarà la seva ajuda. |                          |                 |                                |                    |                      |                               |
| 7 | «The Beckoning Fair One» | Joe Dante       | Donna Thorland i Adam Simon    | 17 de maig de 2015 | 2WAT07               | 0.32                          |
| Mary Sibley ressuscita a Increase Matter. Aquest li explica l'infern on ha estat condemnat després de morir, en el qual està lligat a una cadira de tortura i tot de dimonis amb la mateixa cara que ell el turmenten i li martiritzen la carn contínuament. Acaben acordant que Increase Matter registrarà el vaixell de la comtessa Boston Marburg mentre duri el sopar programat per aquella nit. John Alden està retingut en un amagatall per Tituba a l'espera de decidir què en farà d'ell, tot i que li avança que servirà com a arma en la guerra entre bruixes. Anne Hale dubta de si l'encanteri a Cotton Mather ha provocat només un amor fictici i no se l'estimarà de debò. La comtessa Von apareix sobtadament i li ordena que durant el sopar d'aquella nit amb Mary Sibley, que Anne busqui el Llibre de les Ombres del seu pare John Hale casa de la Mary i se l'emporti. La comtessa Boston Marburg ha acollit a Mercy al seu vaixell i li ha encarregat la missió de recollir individus joves per tal que la comtessa es rejoveneixi amb la sang dels quals. Així ja no ordena aquesta missió al seu fill Sebastian Von Marburg, el qual ara li permet fer-se càrrec de seduir Mary Sibley i debilitar-la. El doctor Samuel Wainwright segueix amb les seves proves mèdiques per tal de trobar una cura per a l'epidèmia que assola Salem. I demana consell a Cotton Mather sobre què diferencia l'eutanàsia de l'assassinat. Més tard el durà a la sala on el doctor practica les autòpsies, i una vegada li ensenyi com obre en canal el moribund que hi té agonitzant tots dos podran veure com aquest moribund comença a expulsar una bilis negra que ho corroeix tot fins a foradar la mateixa terra cap a una gran profunditat que ells qualifiquen com a infernal. Durant el sopar a casa de Mary Sibley, Cotton Mather demana a Anne Hale si es vol casar amb ell. Aquesta fa veure que es veu sobrepassada i aprofita per absentar-se del menjador. Anne Hale es disposa a buscar el Llibre de les Ombres del seu pare però és sorpresa per Tituba. Malgrat tot ha aconseguit trobar-lo i l'ha llençat per la finestra per recollir-lo més tard i aconsegueix emportar-se'l. Al final Increase Matter se li apareix a Cotton Mather a casa seva i aquest s'esglaia horroritzat. |                          |                 |                                |                    |                      |                               |
| 8 | «Dead Birds»             | Alex Kalymnios  | Joe Menosky i Adam Simon       | 24 de maig de 2015 | 2WAT08               | 0.31                          |
| Mary Sibley i Increase Mather acorden que ell podrà parlar amb el seu fill Cotton. A canvi Increase Mather li explica a Mary que la Comtessa Ingrid Palatine Von Marburg ja havia aparegut quan Llucifer va caure del cel i que fou una de les primeres en sotmetre's a les ordres del príncep dels dimonis i convertir-se en la seva amant, que va ser maleïda i condemnada diverses vegades al llarg de la història però que sempre aconseguia sobreviure. En el primer encontre entre Increase i la comtessa Von Marburg aquest no va aconseguir vèncer-la tampoc. El fill de la comtessa Von Marburg el baró Sebastian Von Marburg va a buscar el Llibre de les Ombres a casa de la Anne Hale i la sorprèn al llit. Aquesta s'acaba enfurismant i fent-lo fora sense voler donar-li el llibre que ara el vol per ella ja que és del seu pare. Mary Sibley descobreix un corb mort al llit del seu fill. I Tituba prova d'ocultar els terrorífics records que estan perturbant el fill de Mary. Samuel Wainwright i Cotton Mather van al bosc a buscar l'origen de la plaga que està assolant Salem i descobreixen que el barranc és ple d'un sutge negre que crema sense consumir-se. Cotton Mather té clar que es tracta de la Porta als Inferns, però Wainright encara creu que hi podrà trobar una explicació racional i demana calma a Cotton. Una vegada sol però Wainright pren el Malum que tenia guardat i continua l'experimentació que estava duent a terme en secret amb el qual. Increase Mather apareix de nou davant de Cotton a casa seva, i li diu que ha vingut de l'Infern per avisar-lo de que acabarà a l'Infern i que s'ha de salvar però que no sap com ho pot fer. Mary Sibley descobreix que el seu fill parla amb algú que s'oculta a la seva habitació. El seu fill li acaba confessant que amb qui parla és algú que odia molt a Mary i que l'acusa de matar a molta gent. Mary acaba perdent la calma i clava una bufetada al seu fill, aquest s'enrabia i l'expulsa de la seva habitació. Un cop ha marxat Mary es descobreix finalment que és Mercy qui està a l'habitació del fill de Mary. Wainright visita la casa de Mary Sibley i li explica que va trobar Isaac amb una bossa plena d'or i que en els seus deliris aquest no parava de repetir el nom de "Mary". I que recorda que va ser ella la Mary qui va ordenar que s'aboquessin tots els cadàvers de la plaga al barranc, i que per tant l'acusa a ella de la plaga que assola Salem. Wainright però no està disposat a acusar públicament Mary de bruixeria sinó que vol que ella li ensenyi la màgia que sap per tal que ell la pugui investigar científicament ja que l'encurioseix molt quins fenòmens es produeixen amb la màgia i que per tant hi vol participar. Tituba continua retenint a John Alden i després de dies de temptar-lo aquest acaba cedint i els dos acaben fent l'amor però a l'últim moment John acaba rebutjant a Tituba. Mercy acaba portant al fill de Mary al vaixell de la comtessa, on es troba amb el baró Sebastian Von Marburg que li diu que li presentarà a la que serà la seva nova reina. Increase Mather acaba explicant en l'últim sospir a Mary que el taüt de la força vital de la comtessa Von Marburg és "el vaixell". |                          |                 |                                |                    |                      |                               |
| 9 | «Wages of Sin»           | David Grossman  | Al Septien i Turi Meyer        | 31 de maig de 2015 | 2WAT09               | 0.39                          |
| La comtessa Von Marburg apareix a casa de la Mary Sibley i li explica que s'ha endut el seu fill. A més li diu que serà el sacrifici del fill de la Mary el que farà tornar la força obscura. El magistrat Wendell Hathorne vol fer complir l'ordre legal de desterrar a Cotton Mather de Salem, però aquest l'intenta convèncer que el deixi quedar per lluitar contra les bruixes. Cotton acaba explicant al magistrat que al penya-segat on s'abocaven els cadàvers de Salem s'hi està formant una massa obscura que va penetrant fins a les portes de l'infern. Però llavors el doctor Wainright ho nega tot davant del magistrat, i durant la visita que fan al penya-segat per comprovar-ho la massa obscura dels cadàvers ha desaparegut. El fill de la comtessa Marburg el baró Sebastian Von Marburg s'ofereix a Wainright a acompanyar-lo al bosc i iniciar-lo en la bruixeria. I Mary dona el seu consentiment perquè així sigui a canvi que el seu fill a mans de la comtessa Von Marburg sobrevisqui. Durant la visita al bosc, el fill de la comtessa el baró Sebastian Von Marburg explica al doctor Wainright la història d'Adam i Eva que van rebre el coneixement del diable. Un cop arriben al penya-segat el fill de la comtessa el baró Sebastian Von Marburg empeny a Wainright i el fa caure en la massa obscura en la qual s'anirà enfonsant i farà que entri en vida a l'infern tal com ho feu Dante. Tituba i Mary discuteixen pel fill que ara té la comtessa Von Marburg. I Tituba li acaba explicant que John Alden és viu i que el té reclòs i encadenat. Mary explica a John Alden que tenen un fill en comú i que les bruixes el volen sacrificar. Mary acaba demanant a John que si vol la mati a ella i a totes les bruixes, però que abans l'ajudi a salvar el fill que tenen en comú. El magistrat Wendell Hathorne envia fora de Salem a Cotton Mather, i ordena que el matin una vegada n'estigui fora i arribin a Amherst. Mentrestant Anne Hale ha anat rebent el coneixement en la bruixeria a través del Llibres de les Ombres del seu pare. Però a l'últim moment és atacada per la terrible maledicció en forma d'homenot monstruós. Mary i John acaben acordant que mentre la comtessa Von Marburg vagi al bosc a sacrificar el seu fill Little John, John Alden l'esperarà ja al penya-segat i procurarà salvar el seu fill. Mentrestant Mary visitarà el vaixell de la comtessa per destruir el que la manté en vida. La població de Salem comença a observar com un estel fugaç està creuant el cel nocturn. |                          |                 |                                |                    |                      |                               |
| 10 | «Til Death Do Us Part»   | Tim Andrews     | Kelly Souders i Brian Peterson | 7 de juny de 2015  | 2WAT10               | 0.28                          |
| John Alden aconsegueix salvar a Cotton Mather i li explica que han de salvar un nen que ha estat posseït. El poble de Salem està atemorit per l'arribada d'un cometa que ha aparegut al cel i que presagia l'Apocalipsi, però que en realitat és un senyal del pas final del ritual del Malum. Mary Sibley està disposada a desafiar a Von Marburg i per això pretén posar al baró Sebastian Von Marburg de la seva part fent-lo creure que té algun interès sentimental per ell. El magistrat fa creure a Anne Hale que Cotton Mather ha estat assassinat però aquest acaba apareixent enmig de la conversa per enfrontar-se al magistrat. Aquest acaba abandonant l'enfrontament, i just després Cotton Mather decideix que ha de casar-se aquella mateixa nit amb l'Anne ja que es produirà la gran batalla final contra les bruixes i no està segur d'aconseguir sobreviure'n. Anne Hale accepta i s'acaben casant enmig de la natura de manera improvisada, i Cotton entrega les seves últimes voluntats a Anne perquè si ell mor sigui ella qui hereti totes les seves propietats. Anne interroga a Mary sobre la gran batalla final que s'ha de lliurar. Però aquesta no li vol explicar res, tot i que li diu que sí que sap que va ser ella la Anne qui va robar-li el Llibre de les Ombres del John Hale (pare de la Anne Hale). Mary visita el vaixell de Von Marburg i descobreix que a les bodegues hi havia l'Isaac retingut i amb els llavis cosits. Mary l'allibera però Isaac ja no confia en ella. Mary apareix al bosc per trobar-se amb Von Marburg i el seu fill. Però en realitat Mary es troba encara al vaixell de Von Marburg i descobreix un passatge que porta al taüt d'on emana l'energia vital de Von Marburg. Acaba obrint el taüt i traient-ne el cos putrefacte de la bruixa Von Marburg el qual trasllada fins al vaixell. Mary torna a aparèixer al bosc amb Von Marburg i aquesta vegada porta amb ella el cos putrefacte de la bruixa Von Marburg. Mary desafia a Von Marburg i li ordena que alliberi al seu fill o destruirà el relicte de la comtessa. A l'últim moment apareix John Alden muntat en un cavall que s'emporta al fill de la Mary, mentre aquesta prova de cremar el relicte de Von Marburg. John Alden porta el seu fill a la cabana del Petrus (el vigilant del bosc). Isaac està buscant a la Dollie en el vaixell i trobant el seu cadàver. Mary conversa amb el baró Sebastian Von Marburg sobre com acabarà tot. De sobte el magistrat Wendell Hathorne apareix i deté a Mary acusada d'adulteri i fornicació, ja que el baró Sebastian Von Marburg l'ha acusat públicament d'haver-se'n anat al llit amb el doctor Wainright. Cotton Mather arriba a la cabana de Petrus i és rebut per John Alden. Els dos discuteixen sobre el nen de Mary Sibley que ha estat posseït ja que aquest no presenta cap senyal de possessió. Però de sobte el nen es desperta i llença una amenaça grotesca contra Mather. |                          |                 |                                |                    |                      |                               |
| 11 | «On Earth As In Hell»    | Nick Copus      | Joe Menosky i Adam Simon       | 14 de juny de 2015 | 2WAT11               | 0.31                          |
| Mary Sibley és acusada pel magistrat Wendell Hathorne d'adulteri i d'haver mort i ocultat el cadàver de George Sibley amb l'ajuda del seu últim amant el Dr. Wainright. La comtessa Von Marburg ha entrat al bosc i ha caçat a la noia índia que va acompanyar el John Alden durant el ritual que els indis li van atorgar el poder de caçar bruixes. Vampiritzant la sang de la noia ha descobert la història del John Alden. Isaac duent en braços a la Dollie apareix enmig del consell on es reunia el poble de Salem, i acusa tothom de permetre el mal. John Alden i Cotton Mather segueixen el ritual d'exorcisme del fill de John i Mari. L'esperit maligne que posseeix el fill de John i Mary acaba explicant a Cotton Mather que Mary Sibley és una bruixa, també avisa a John Alden que la comtessa Von Marburg està provant de trobar-los. John Alden i Cotton proven d'escapar però el baró Sebastian Von Marburg aconsegueix atrapar al John. La comtessa Von Marburg persegueix a Cotton Mather, però aquest s'acaba trobant amb Anne Hale a qui entrega el fill de John i Mary. |                          |                 |                                |                    |                      |                               |
| 12 | «Midnight Never Come»    | Alex Zakrzewski | Donna Thorland i Adam Simon    | 21 de juny de 2015 | 2WAT12               | 0.32                          |
| John Alden aconsegueix matar als soldats del baró Sebastian Marburg que havien aconseguit rodejar-lo, i el baró Sebastian Marburg acaba fugint atemorit. Anne Hale oculta al fill de Mary Sibley. Aquest li explica que els Widdershins no el van deixar que tingués cap joguina. Sebastian Marburg rebutja i repudia a Mercy Lewis després que aquesta li declari el seu amor. La comtessa Ingrid Palatine Von Marburg explica a Anne Hale que ella és la seva filla. Aquesta però li reconeix que ja ho sabia ja que en el Llibre de les ombres del seu pare John Hale ja ho explicava. La comtessa aprofita també per reclutar a Tituba, que fins llavors es trobava retinguda en una masmorra per Mary Sibley. La comtessa explica a Anne que ha d'entregar-li el fill de Mary Sibley o si no ella la comtessa Von Marburg matarà al marit de Anne el Cotton Mather. Isaac és alliberat del seu càstig i el magistrat el vol ajudar a que comenci de nou la seva vida, tot prometent-se que faran justícia per la mort de Dollie. Cotton Mather descobreix que Anne Hale és una bruixa quan la veu entrant en la cambra secreta on estava resguardat el fill de Mary Sibley. Però al entrar-hi Cotton Mather s'hi queda atrapat, i Anne ja ha abandonat la cambra moments abans enduent-se al fill de Mary Sibley. Mary Sibley ha traspassat el llindar i s'ha endinsat a les entranyes del bosc on s'hi oculten els Antics. Però aquests no s'atreveixen a desafiar el poder dels Von Marburg i opten per seguir ocults fins que passi la guerra a la superfície. Enmig del bosc es troben la comtessa i el baró Von Marburg, Mary Sibley, Anne Hale i el fill de Mary Sibley. La comtessa aconsegueix realitzar el ritual i el fill de Mary Sibley es converteix en el Senyor. |                          |                 |                                |                    |                      |                               |
| 13 | «The Witching Hour»      | Brannon Braga   | Adam Simon                     | 28 de juny de 2015 | 2WAT13               | 0.34                          |
| Anne Hale troba a Cotton Mather atrapat a l'habitació oculta de casa dels Hale. El fill de Mary Sibley està posseït pel Maligne. I es disposa a jutjat a les bruixes segons el que creu que han fet de profitós per a ell. A Mercy la jutja molt severament i la repudia arrencant-li fins i tot un dels dits perquè l'acusa d'haver-se curat del mal que ell el maligne li havia afligit. En canvi a la Tituba la perdona i li permet fugir tan lluny com pugui de Salem. La comtessa Von Marburg també repudia a Mercy després que aquesta es rebel·li contra el judici que el Maligne ha sentenciat. El Maligne però no ha perdonat realment a Tituba, i quan aquesta encara està allunyant-se de Salem, envia una bandada de corbs perquè l'ataquin i se la mengin viva a picades. El Maligne acaba fent saber a la comtessa Von Marburg que ell adora a Mary Sibley. Així que aquesta va a buscar a Mary Sibley a l'església que és on s'ha refugiat. Les dues s'enfronten i Mary incendia l'església perquè Von Marburg s'hi cremi a dins. La població de Salem surt a rodejar l'església alarmats per les flames. Anne Hale però apareix a l'últim moment dins l'església i fa que la pluja apagui les flames. Isaac es troba amb Mercy i aquesta li recorda a Dollie. Cotton Mather proposa a Anne halle que fugin junts de Salem. Però ella no accepta la seva proposta. Anne Hale li explica que el va embruixar perquè ell s'enamorés més ràpid d'ella, i Cotton li diu a ella que ja n'estava enamorat d'ella i que l'embruixament va ser una mala idea. Anne Hale completa el ritual i introdueix per la força el ratolí Jenkins per la boca de Cotton Mather. El baró Von Marburg prova de drenar la sang del cos de Mary Sibley al mig del bosc. Un cop n'ha obtingut una bona mostra, deixa que Mary vagi a l'encontre de John Alden. Finalment Mary i John es troben i Mary prova de reanimar a John fent-lo veure de la sang que encara li sagna del coll. Von Marburg diu al Maligne que Mary Sibley s'ha llençat al riu i que no tornarà mai més. El Maligne s'enfada i apunyala diverses vegades a la comtessa Von Marburg matant-la. A l'última escena Anne Hale té immobilitzat a Cotton Mather, Isaac reposa al costat de la tomba de Dollie, Mercy continua segrestant criatures, Tituba encara jeu amb els ulls buidats pels corbs al bosc, i John Alden i Mary Sibley reposen ajaguts al mig del bosc aquesta última però sense donar senyals de vida. |                          |                 |                                |                    |                      |                               |

### Temporada 3 (2016-2017)
L'11 de juliol de 2015 WGN America va renovar Salem per una tercera temporada de 10 capítols que començarien a emetre's el 2 de novembre de 2016. El 5 d'abril de 2016 es va que la sèrie començaria per Halloween en comptes de les dates usuals d'anteriors temporades que havien sigut cap a l'abril.
| Núm. | Títol                      | Dirigit per    | Escrit per                     | Emès el dia            | Codi de la producció | Espectadors als EUA (milions) |
| --- | -------------------------- | -------------- | ------------------------------ | ---------------------- | -------------------- | ----------------------------- |
| 1 | «After the Fall»           | Nick Copus     | Brannon Braga i Adam Simon     | 2 de novembre de 2016  | 3WAT01               | 0.27                          |
| John Alden enterra a Mary Sibley. Però Tituba la desenterrarà i portarà el seu cos al bosc de les bruixes que l'acaben ressuscitant perquè lideri l'enfrontament contra el Diable el qual ha traït a les bruixes. I el Diable per la seva banda rep la visita del seu company Sentinel que l'ajudarà de nou Wendell Hathome decideix obrir les portes de Salem als refugiats que fugen de la guerra dels francesos i els indis. I John Alden acaba detingut acusat de col·laborar amb els indis. Però finalment Wendell l'allibera a canvi que es faci càrrec de la milícia que protegeix Salem. Cotton Mather i Anne Hale segueixen lidiant amb l'encanteri d'amor que ella li ha imposat a ell per assegurar-se que no la delatarà com a bruixa. Anne que tenia retingut a Cotton Mather finalment decideix alliberar-lo però aquest es rebel·la de nou i ella el torna a retenir. |                            |                |                                |                        |                      |                               |
| 2 | «The Heart Is a Devil»     | Tim Andrew     | Adam Simon                     | 9 de novembre de 2016  | 3WAT02               | 0.21                          |
| Sebastian Von Marburg explica a John Alden que Mary Sibley va morir perquè li va donar les últimes gotes de sang que li quedaven a ell per ressuscitar-lo. Sebastian Von Marburg visita a Cotton Mathers per ordenar-li que parli públicament a la població de Salem i apaivagui els ànims inquiets pels últims esdeveniments. Cotton Mathers accedeix a parlar en públic anunciant la reconstrucció de l'església gràcies a l'aportació de la fortuna de George Sibley. Mary Sibley torna per visitar John Alden i el matí següent visita també al seu fill posseït pel Diable. Allà s'enfrontarà amb el Sentinel. Però acaba fallant quan en un intent de matar el Diable és enganyada i acaben esbrinant les veritables intencions de la seva tornada. Isaac Walton investiga la mort de Nick Land i sospita que la seva neboda Alice pot estar-hi implicada com a venjança per haver-la obligat a prostituir-se. Les sospites se centren en el canvi d'amos del bordell així que Wendell Hathorne ho investigarà. Però Wendell acaba arribant a un acord amb Mercy Lewis per la protecció del bordell a canvi d'un cinquanta per cent dels beneficis del negoci. |                            |                |                                |                        |                      |                               |
| 3 | «The Reckoning»            | Wayne Yip      | Kelly Souders & Brian Peterson | 16 de novembre de 2016 | 3WAT03               | 0.30                          |
| Mary Sibley és empresonada en una habitació dissenyada pel Sentinel. Aquesta intentarà escapar-se però no podrà. Cotton Mather està disposat a expulsar del seu ventre l'hoste que Anne Hale li va introduir. I finalment ho aconseguirà amb un nou sortilegi i acabarà vomitant-lo en una latrina i matant-lo després a cops. Mercy Lewis acaba curant a Wendell Hathorne però només temporalment ja que el remei pel sortilegi no és definitiu. Isaac Walton ha descobert que Mercy Lewis va matar a Nick Land però Wendell Hathorne no està disposat a jutjar-la i fa dubtar a Isaac de la seva acusació. El Sentinel ha entregat "mercuri roig" (o "llàgrimes dàngel") a Sebastian Von Marburg el qual ho acaba entregant a tropes franceses i als indis perquè ho fessin servir per destruir Salem. Finalment el Diable invalidarà el seu contracte amb Mary Sibley i li prendrà tots els poders de la Terra, aire, aigua i foc que li havia concedit. Durant aquest encontre en el que Anne Hale hi era present aquesta descobrirà que Cotton Mather s'ha desfet de l'hoste. |                            |                |                                |                        |                      |                               |
| 4 | «Night's Black Agents»     | Joe Dante      | Joe Menosky & Donna Thorland   | 30 de novembre de 2016 | 3WAT04               | 0.27                          |
| El Diable és informat sobre la fugida de Cotton Mathers el qual es dirigeix a Boston per denunciar que Salem està envaït per les bruixes. Però és atrapat per Mr William Soughton i Mrs Stoughton els quals no l'entreguen al Diable encara sinó que Mrs Stoughton es disposa a cuinar-lo per menjar-se'l, però a l'últim moment reben l'ordre de mantenir-lo viu i entregar-lo el més aviat possible. Cotton Mather aconsegueix escapar en una distracció dels Stoughton i segueix la seva fugida cap a Boston però es troba a Tituba la qual el convenç perquè se'n vagi amb ella. Tituba llavors explicarà a Cotton que ell té un fill a Salem i que només el pot salvar si s'enfronta al Diable. John Alden segueix les tropes franceses i mata bona part del destacament al voler salvar Billy. De pas aconsegueix prendre'ls el "mercuri roig" amb què volien arrasar Salem. |                            |                |                                |                        |                      |                               |
| 5 | «The Witch Is Back»        | Nick Copus     | Adam Simon                     | 7 de desembre de 2016  | 3WAT05               | 0.26                          |
| Cotton Mather acaba tornant a Salem i diu al Diable que Anne Hallen està embarassada i que per això ha tornat. A canvi de continuar en vida Cotton accepta escriure les cròniques del Diable i el Sentinel sobre la seva rebel·lió. Isaac allibera els homes de Merci Lewis de l'encanteri que els feia obeir-la i aquests es vengen de Merci a ganivetades contra ella. Després de l'atac Wendell Hathorne visita el prostíbul de Merci i li confessa el seu amor. Les noies del prostíbul acaben entregant la seva sang a Merci per salvar-la. Sebastian Von Marburg ressuscita la seva mare la comtessa Ingrid Von Marburg amb la sang de Mary Sibley que ha robat al Diable. Les bruixes d'Essex descobreixen que hi havia un traïdor entre elles que va ser qui va delatar el retorn de Mary Sibley a casa del Diable i l'acaben executant. Però realment és Tituba la traïdora, i en una nova trobada secreta entre el Diable i Tituba aquesta acorda que mati al Sentinel per ell. Una dona anomenada Gloriana arriba malalta a Salem provinent de Boston. Anne Hale la va a veure per si pot ajudar a curar-la ja que diu que ha vingut a trobar el pare de la criatura de la que està embarassada. Gloriana explica a Anne que ha vingut a Salem per trobar a Cotton Mather. |                            |                |                                |                        |                      |                               |
| 6 | «Wednesday's Child»        | Peter Weller   | Donna Thorland & Adam Simon    | 13 de desembre de 2016 | 3WAT06               | 0.29                          |
| Anne Hale acull a Gloriana la dona embarassada però la reclou en una estança secreta de casa seva perquè no la descobreixi el Cotton Mather. Li aplica una poció a la panxa de l'embarassada i es fica al llit amb ella apropiant-se'n de l'embaràs. El Diable explica a Mary Sibley, al Sentinel i al Sebastian Von Marburg que el seu pla és que a la fi de la setmana es produeixi el Diumenge Negre. John Alden explica a Wendell Hathorne que els francesos tenen una arma massivament destructiva però Wendell no s'ho creu i li diu que és una imaginació dels alquimistes i que aquesta arma no pot existir. Tituba explica a John Alden que el Sentinel vol destruir a Mary Sibley ja que creu que Mary debilita la força del Diable. Així que Tituba demana a John Alden que mati al Sentinel. Sebastian Von Marburg obliga a Mary a anar-se'n al llit els dos a casa del John Alden. John ho escoltarà tot però pensarà que és un malson i Mary ho recordarà també. Gloriana té un malson en el que veu a Anne Hale i a Cotton Mather rebent el fill que ella havia engendrat. Es desperta del malson i veu que Anne Hale s'ha apropiat del seu embaràs i comença a cridar embogida mentre Anne li explica que ara el fill serà del matrimoni Cotton Mather i Anne Hale. |                            |                |                                |                        |                      |                               |
| 7 | «The Man Who Was Thursday» | Jennifer Lynch | Brian Peterson & Kelly Souders | 20 de desembre de 2016 | 3WAT07               | 0.26                          |
| Sebastian Von Marburg prova de portar a Mary Sibley fora de Salem però un cop fora aquesta comença a morir-se i Sebastian l'ha de retornar ràpid de nou a Salem. Mary Sibley mostra a Cotton Mather la porció de mercuri roig i Mary li entrega una carta que ha de portar a John Alden. Just després Cotton Mather estant davant de la misteriosa porta de la mansió dels Sibley escolta veus del seu pare que del més enllà li envia avisos del paper que haurà de tenir per salvar Salem. Sentinel apareix i furiós li acaba explicant que la misteriosa porta és la Porta de l'Infern. John Alden rep la carta però com que no sap llegir li acaba llegint el Cotton Mather. A la carta li explica que està entabanant a Sebastian Von Marburg per tal que aquest faci tot el possible per vèncer el Diable. Sebastian Von Marburg confessa a El Diable que Mary Sibley ha estat conspirant amb les bruixes d'Essex per destruir el Diable. Així que El Diable decideix acabar amb aquest eixam de bruixes. Anne Hale entrega a Gloriana a Mercy perquè li doni una feina al prostíbul. Gloriana però diu no recordar res del seu passat en canvi Mercy sospita que l'embaràs de Anne era en realitat de Gloriana. El Diable i Sebastan Von Marburg van a veure les bruixes d'Essex les quals es trobaven reunides amb Mary Sibley. El Diable els diu que sap tota la conspiració que havien planejat contra ell. Però just en aquell moment Sebastian es rebel·la i les arrels d'Essex lliguen i immobilitzen al Diable. Les bruixes llavors se sacrifiquen ells mateixes i el Sentinel apareix també rebel·lant-se contra el Diable. Finalment Mary Sibley amb la força de les arrels d'Essex acaba desmembrant el cos del seu fill i el Diable sembla marxar. Mentre Sebastian Von Marburg i Mary Sibley planegen expulsar la resta de dimonis que encara volten per Salem, una figura misteriosa recull els membres del cos del fill de John Sibley i se'ls emporta en la foscor del bosc d'Essex. |                            |                |                                |                        |                      |                               |
| 8 | «Friday's Knights»         | Nick Copus     | Adam Simon & Donna Thorland    | 8 de gener de 2017     | 3WAT08               | 0.27                          |
| El Sentinel entrega un artefacte en forma de rellotge amb el recipient de mercuri roig. Sebastian Von Marburg descobreix que Mary Sibley encara està enamorada de John Alden. Cotton Mather s'emporta al Sentinel de borratxera per Salem i acaben al prostíbul de Mercy. Cotton es troba a Wendell Hathorne i a Mercy i els acaba casant allà mateix tot seguit abandona el local deixant al Sentinel sol. El Sentinel abandona el prostíbul i es dirigeix cap als carrerons foscos de Salem on John Alden l'atacarà amb la daga que ha forjat en secret seguint les instruccions de Tituba. El Sentinel acaba morint en forma de manada de cuques després de rebre diverses punyalades de John Alden amb la daga i una estocada final. Sebastian Von Marburg entrega la sang de Mary Sibley que encara quedava a la seva mare la comtessa Ingrid Von Marburg. I aquesta al ingerir-la sembla despertar alhora que es veu una escena de Mary Sibley a la seva mansió plorant sang i finalment desplomant-se. |                            |                |                                |                        |                      |                               |
| 9 | «Saturday Mourning»        | Jennifer Lynch | Kelly Souders & Brian Peterson | 18 de gener de 2017    | 3WAT09               | 0.24                          |
| Tituba és qui ha recollit els membres del cos de John Sibley i els ha recompost de nou cosint-los i ara espera que el Diable posseeixi de nou el cos del fill de Mary Sibley. Cotton Mather reconeix a Gloriana al prostíbul de Mercy. Però Gloriana ha oblidat a Cotton. Gloriana li explica que ha sigut la Anne Hale qui l'ha entregat al prostíbul. Cotton Mather se'n va a veure l'Anne i aquesta enmig de la disputa se li escapa que el fill que porta al ventre era de la Gloriana. Cotton Mather i Anne Hale s'enfronten fins que apareix Sebastian Von Marburg i reclou a Cotton en una estança secreta de la casa dels Hale. Tot seguit Sebastian i Anne es dirigeixen a veure a la seva mare la comtessa Ingrid Von Marburg. Tituba i Mary Sibley s'acaben trobant davant de la porta de l'Infern i s'enfronten. Però Sebastian Von Marburg apareix pel mig. Mercy pretén acabar amb Isaac atrapant-lo al prostíbul però aquest és finalment salvat per una multitud de gent que es dirigeix a demanar la seva llibertat a les portes del prostíbul. John Alden descobreix que el cirurgià Thomas Dinley és qui custodia l'artefacte de rellotgeria del Diable amb el mercuri roig destinat a destruir Salem. John aconsegueix retenir a Thomas i es disposa a inutilitzar l'artefacte quan de sobte apareix Sebastian Von Marburg. Anne Hale acaba obrint la porta de l'Infern i el diable reapareix posseint el cos de John Sibley. |                            |                |                                |                        |                      |                               |
| 10 | «Black Sunday»             | Brannon Braga  | Adam Simon                     | 25 de gener de 2017    | 3WAT10               | 0.23                          |
| Isaac és alliberat però la revolta segueix. John Alden s'enfronta a Sebastian Von Marburg i l'acaba matant. Cotton Mather decideix entrar a l'Infern a canvi que el Diable estalvii el sofriment a la població de Salem però no salvarà Salem del Dilluns Negre només que la població no pateixi sofriment. Però una vegada Cotton entra a l'infern el Diable sorgeix de dins del cos de John Sibley i és més gran que ell així que acaba rebentant el cos del fill de Mary Sibley i apareix la figura humana del Diable. Però Mary Sibley es nega a entregar-se al Diable així que Anne Hale se l'emporta i fa que aboqui la seva sang a la comtessa Ingrid Von Marburg. John Alden arriba a l'habitació on Anne Hale ha deixat descansant a Mary Sibley. Però de sobte Mary Sibley és posseïda per la comtessa Ingrid Von Marburg i ataca a John Alden deixant-lo inconscient. La comtessa Ingrid Von Marburg en forma del cos de Mary Sibley s'entrega a el Diable. Anne Hale entra en trànsit i va a trobar-se amb John Alden i li diu que ha d'agafar a la veritable Mary que no és la que ha posseït la comtessa Ingrid Von Marburg i ha d'endur-se-la lluny de Salem o que no tornin mai més. De fons s'escolten veus d'Anne Hale parlant amb Tituba i recordant també com Anne va dir que seria la última bruixa de Salem. Anne Hale demana a canvi que John Alden li entregui el punyal amb què va matar el Sentinel. Anne Hale també es presenta a Isaac i li ofereix el poder de dirigir Salem però Isaac ho rebutja i acaba entregat a la marabunta que se l'emporta. Anne Hale també s'apareix a Mercy i Wendell Hathorne i mata a Wendell perquè no el vol dirigint mai més Salem. Anne també acaba matant a Mercy ja que aquesta es nega a seguir les ordres d'Anne i prefereix morir amb el seu amor. Anne Hale s'apareix també a Tituba i li diu que finalment se li concediran tots els desitjos promesos amb el Diable. Però en comptes d'això la tanca en una gàbia reclosa en una mena de bodega oculta. Anne Hale també s'apareix abraçant al Diable mentre aquest copula i l'apunyala amb la daga que li ha entregat John Alden i que té el poder de matar àngels. El Diable s'acomiada però Anne promet invocar-lo en un futur quan ho cregui oportú i tots dos reconeixen que l'elegida per unir-se finalment al Diable haurà de ser ella l'Anne. John Alden arriba a la tomba on abans hi ha el cadàver de la comtessa Ingrid Von Marburg. La comtessa Ingrid Von Marburg diu acceptar la derrota i convertir-se en la futura reina-mare d'Anne i el Diable. Però Anne es mostra massa orgullosa i acaba executant a la comtessa Ingrid Von Marburg. Un cop morta la comtessa Ingrid Von Marburg es veu a John Alden carregant un cos que acaba convertint-se en Mary Sibley que desperta i John Alden li explica que Anne Hale s'ha fet amb el poder de Salem. John Alden i Mary Sibley caminen pel bosc allunyant-se de Salem. En una reunió del poble a l'església de Salem Anne Hale s'alça davant de tothom i anuncia que aviat parirà a la seva nova criatura anomenada Hope. Però també els explica que sap del cert que Salem ha estat sota govern de les bruixes que habitaven el propi poble com els Sibley i els Marburg. Cotton Mather segueix la seva ruta descendint l'escala de caragol per l'Infern on acaba veient una escena de foc i turments molt inspirada en El jardí de les delícies de Hieronymus Bosch. Cotton Mather acaba embogint al presenciar la dantesca escena des d'una balconada. |                            |                |                                |                        |                      |                               |